# 爆笑!!人生劇場3
『爆笑!!人生劇場3』（ばくしょう!!じんせいげきじょうスリー）は、タイトーから1991年12月20日に発売された、ファミリーコンピュータ用ゲームソフトである。

## ゲーム内容

### システム
- プレイヤー1-4人、プレイヤー人数は2人からで、コンピュータはゼロでも構わない。パラメータは「知力」「体力」「つき」
- 所持金で最終順位が決まり、所持金、ステータス、遭遇したイベントによってマルチエンディングになる。（以下後半マルチエンディングエピローグを参照）
- マップは立体見下ろし型になっており、幼小学期→中学高校期→上京移動→大学期or就活期→社会人期（マップ後半は表情が老けて老年期に入って行く）の順番で進んで行く。
- 幼小学期・中学高校期・大学期or就活期はゴールに一番乗りした人だけステータスが微増する。
- 社会人老年期は従来のシリーズと同じく、ゴールした順番に応じて賞金が貰える。
- また社会人老年期はイベントによって、刑務所や海外に移動する事がある。
- 立体マップの特長が活かされ、プレイヤー(以下A)が高台のマスに居る時に他のプレイヤー(以下B)が同じマスに止まると、最初に居たAは、割って入って来たBから直下のマスへと蹴落とされてしまう。
- 今作からサイコロからルーレットに変更となり、熟練すればある程度目押しが出来るようになる。しかしマスは給料マス以外は全てわからない仕様になっており、どのマスが何のマスであるかある程度把握、暗記しておかなければならない。

補足
- 中学高校期はゴール時に進むコースを大学期か就活期を選択できる。なお誰かが一番乗りした時点で、所持金上位2人が飛行機移動、残りのプレイヤーは電車で上京移動が決定する。(2人だけでプレイしている時は全員飛行機移動になる)
- 大学期は「知力」の高さが合格や卒業に関わる事が一切無く、序盤に控えてる受験イベントは後述する「三択クイズ」の個人戦に勝利する事が条件で、一浪までは可能、二浪になると就活期に強制移動させられる。

### 仕事カード
従来のシリーズのように、出世マス赤い星、降格マス青い星とはなっておらず、仕事に関する出世降格イベントは主に就活期・社会人老年期の特定のマスにある三択カードで行われる。またパラメータによっては遭遇するイベントに変化が起こる。なおランク1の時にこの仕事カードに限らず、ポイント減イベントに2回続けて遭遇するとクビになり、フリーターとなってしまう。下記職業一覧を参照

#### 職業
2と同じく、累積された出世ポイント(パラメータとして表記されない)によってランクが上下する。

### 退職金・年金
- 退職金のシーン

退職金が貰える対象は、教師・サラリーマン（OL）・プログラマーのみ
養老保険加入者は満期になり600万円貰える。
- 年金のシーン

年金と扶養手当を貰える対象は退職金もしくは養老保険の満期を貰ったプレイヤーのみ。
また印税収入とローンは上記条件と無関係に発生する。

### 刑務所
前作とは違って逮捕されるシーンが多いのが特徴。ただし逮捕によって職業をクビや降格になることは無い。

ここのマップは長方形上で逆時計回りに進んで行く。刑務所内での行いが良ければ早期出所、悪ければ長引く。

特定のマスでは所内の農作業で何故か株が手に入ったり、職業ランクが低い(2以下)と面会に訪れた配偶者から食糧ではなく、離婚届を差し入れされるというブラックなイベントが存在する。

### ミニゲーム
- じゃんけんポカポカ

じゃんけんぽんの合図の後、十字キー左「グー」、上「チョキ」、右「パー」を入力、勝ったらAボタンでロケットパンチ、負けたらBボタンでガードする操作となっている。相手に攻撃が当たると1ポイントで、3ポイント先取すると勝利。
お手つき(負けた時にAボタン入力)するとペナルティーとして相手に1ポイント付与される。CPU戦では反対に勝った時にBボタンを押してもお手つきにはならない。これを逆手に取り勝敗関係なくじゃんけんをしたらすぐB→Aと連打すると確実に攻撃をガードし、こちらは攻撃を当てる事ができる。
- 三択クイズ

個人戦と対戦の2パターンが有り、全部で10問出題される。
個人戦は9問以上正解なら勝利、8問正解の時はプレイヤーの「知力」が14以上、7問正解の時は21以上なら勝利。
対戦は多く正解した方の勝利。10問終えた時点で同点の時は延長戦になり、先に正解する事で勝敗が決する。
なお対戦相手は次ターンに回るプレイヤー、1人目なら2人目と対戦、4人目なら1人目と対戦、と言った巡り合わせになる。
- 競馬

4頭の馬の1着を当てる単勝、1着2着を当てる連勝が有り、馬券購入は1枚につき100万円、1レース2枚まで購入出来る。
1回止まる毎に、所持金100万円以上あれば否応無しに最低1レース強制参加。最大では3レースまで行える。
単勝は3倍、連勝は6倍の金額が貰え、2枚とも当たりなら上乗せされる。
- ハイアンドロー

ディーラーのカードが自分のカードの数値より上か下かを当てる。(同数値は上扱い)賭け金は「30万円」「50万円」「100万円」から選べ、勝てば賭け金の2倍の金額が貰え、負けたら賭け金を支払う。海外マップのカジノで行う場合は、1回止まる毎に最大2回まで出来る。
- ブラックジャック

トランプの合計が21になるようにカードを4枚まで請求でき、21を超えると失格。賭け金は「30万円」「50万円」「100万円」から選べ、勝てば組み合わせに応じて賭け金の2倍以上の金額が貰え、負けたら賭け金を支払う。
スペードのAとJのみの組み合わせでブラックジャックになり、賭け金の10倍の金額が貰える。
ゲームが行えるのは海外マップのカジノでのみで、1回止まる毎に最大3回まで出来る。

### コンピュータがミニゲームに遭遇した際の措置
ゲームシーンが全てカットされ勝敗結果はランダム、三択クイズにおいて対戦相手がプレイヤーであっても同様。
ゲームシーン全カットに伴いシーン内の所持金増減も発生しない。ただし「じゃんけんポカポカ」「三択クイズ」勝利後の報酬及び敗戦後の処置はシーン外の為カットされない。

### アイテム屋
就活期、社会人老年期を含めた全部で3店あり、神様が店番担当されている。任意で1品のみ購入可で所持金不足だと購入不可で入店時の会話に戻る。一覧は以下の通り
| 商品             | 値段   |
| ---------------- | ------ |
| キューピッドの矢 | 20万円 |
| 名刺             | 50万円 |
| 魔神ドリンク     | 50万円 |

就活期の内定コースに所在

| 商品               | 値段   |
| ------------------ | ------ |
| 転職情報誌(ドーダ) | 30万円 |
| 名刺               | 50万円 |
| 魔神ドリンク       | 50万円 |

社会人期のメインルートに所在

| 商品         | 値段   |
| ------------ | ------ |
| 挑戦状       | 30万円 |
| 名刺         | 50万円 |
| 呪いの藁人形 | 40万円 |

老年期のメインルートに所在

### 宝箱
社会人期に特定マスで宝箱が空から降って来るイベントが以下3か所にある。先着したプレイヤーしか入手できず、2着目以降はぬか喜びとなる。

- 社会人期スタート直後・・・キューピッドの矢
- 社会人独身アパートコース・・・転職情報誌(ドーダ)
- 社会人期メインルート・・・名刺

### アイテム

#### 使用可能なアイテム(対象はプレイヤーのみ)
- クソゲーソフト

選択した対象プレイヤーに3万円で売りつける事が出来る、なお売られたプレイヤーの所持品アイテムには残らない。
※小学期に特定マスで入手可、2か所あるがその内1か所はランダム
- 呪いの藁人形

選択した対象プレイヤーの体力が5減り、一回休みにさせる。
※上京移動(電車)の特定マスで入手する事も可
- キューピッドの矢

好感度の一番高い恋人の好感度が5増える。
- 魔神ドリンク

知力・体力・つきがそれぞれ5増える。
- 名刺

つきが5増え、職業のランクも1つ上昇する。
- 挑戦状

選択した対象プレイヤーと「じゃんけんポカポカ」で対決、勝った方が負けた方から300万円貰う。
※社会人期独身マンションコースのゲーム会社イベントで、じゃんけんポカポカで勝利して入手する事も可
- ドーダ(転職情報誌)

新しい職業に転職出来る。ただし三択であり何が出てくるかはランダム
- 英会話セット

入手した時点で「英検一級」が特技になる。
また選択した対象プレイヤーに150万円で売りつける事が出来る。なお売られたプレイヤーの所持品アイテムには残らず、英検一級も身に付かない。
※社会人期の特定マスで50万円支払って入手となる。

#### 使用不可能なアイテム
- 悪魔

所持していると以下4か所の特定マス、内定取り消し(就活期限定)、プレイヤーを蛙に変身3ターン牛歩化(社会人期)、事業失敗ローン(老年事業コース限定)、刑期延長(刑務所)が増え、厄介なトラブルを起こす。巫女の小夜ちゃんに退散して貰う以外消去不可
※田舎中学や上京電車移動の特定マスで遭遇する。小夜ちゃんは1匹しか消去できず、2匹以上所持してしまった場合は実質消去不可となる。
- 隠し子

所持していると老年期に特定マスで不倫相手(下記の愛人とは別人物に当たる為、マイナス清算とマルチエンディング②とは無関係)から養育費を請求される。人数に関係無くゴール清算時に500万円減る。
※独身で子宝寺に参拝、もしくは独身で愛人を所持し特定マスに止まると授かる事になる。
- 愛人

所持していると特定のマスで配偶者にバレて離婚になる。(独身の時は隠し子を授かる事になる。)人数に関係無くゴール清算時に1000万円減る。
※社会人期にて3か所、独身マンションコースの特定マス(既婚のみ)、独身マンションコースアパートコースの合流地点マス(既婚のみ)、その後に必ず通過する特定マスにてランダム(既婚独身無関係)で遭遇する。マンションコース通過途中で結婚したり、既婚コースの序盤数マスを通過時に他プレイヤーとマスが重なって蹴落とされた場合はイベントの配置上、1か所目と2か所目の両方を同時に避けないといけなくなり、遭遇危険率が大幅に上昇してしまう。3か所目は完全ランダムで、仕事カードに差し替えられる場合もある。また遭遇の都度会社側にはバレている為か、出世ポイントが下落する。

## 設定

### 住居
- 高級住宅

幼少期スタート直近に引っ越しするマスが有り、そこに止まると私立幼稚園に入学出来る。
高台コースの為、他プレイヤーから蹴落とされる場合もあるが、それを回避して卒園すれば小学期や大学期で特定マスに止まると得するイベントがある。
- アパート

大学期or就活期のスタート時に所持金4万円以上の人はここに移り住む事になる。大学期or就活期・社会人期に不動産イベントで所持金7万円以上あれば引っ越し可能(所持金は減らない)
- ボロアパート

大学期or就活期のスタート時に所持金4万円未満の人や、老年期に住居立ち退きに遭った人はここに移り住む事になる。既婚者の場合、特定マスに止まると配偶者が家出をし、離婚になってしまう。
- マンション

大学期or就活期・社会人期に不動産イベントで所持金15万円以上あれば引っ越し可能(所持金は減らない)エアコン完備で快適、また婚期を逃がした時に進む独身コースは、特定となるマンションコースを進む事になる。
- マイホーム

社会人期に入手出来る。立ち退きに遭わない限り財産として残る。
- 豪邸

老年期に特定のマスで「つき」が20以上あれば入手出来る。財産として残る。

### 資格・特技
- 英検一級

幼稚園期(私立)、大学期、英会話セット入手時にて習得可。
外国人と会話が出来るようになり出世に役立つ。教師の仕事カードイベントの英語授業には欠かせない資格
- パソコン

小学期、高校期(理系)にて習得可。プログラマー就職に役立つ。(無くても就職できる可能性は高い)
- 漫画

中学期(文化部)、上京移動(電車)、大学期のアルバイトにて習得可。漫画家就職に役立つ。
- そろばん一級

中学期(塾通い)にて習得可。海外で仕事をする時のそろばんセールスに役立つ。
- 自動二輪

高校期にて習得可能だが取得費用が5万円と高額。上京移動(電車)に恋人(みどり、だいち)の好感度を上げたり、大学期や就活期に日本一周旅行に出かけるイベントが発生するがコストパフォーマンスは悪い。
- カラオケ

高校期(三流)、就活期、大学期、就活期のカルチャースクール(1箇所目ランダム)にて習得可。演歌歌手就職に役立つ。
- 簿記

就活期のカルチャースクール(2箇所目選択式)にて習得可。サラリーマン、OL就職に役立つ。
- 茶道

就活期のカルチャースクール(2箇所目選択式)、教師の仕事カードイベント(知力18以上)にて習得可。効果については不明
- サーフィン

就活期、大学期にて習得可。海でデートをするとき恋人の好感度を大幅に上げたり、海外サーフィン大会の出場優勝に役立つ。

### データとして記されない資格のような物
- コメディ映画鑑賞

小学期のイベント。映画監督就職に役立つ。
- ホームズ本の読書

高校期のイベント。探偵就職に役立つ。
- グレて高校期(三流)に進む

ギャング就職に役立つ。（無くても就活期の浪人コースで就職できる可能性が高い）
- プロレス観戦

上京移動(電車)のイベント。プロレスラー就職に役立つ。
- プロレス習得

就活期のカルチャースクール(1か所目ランダム)にて起こる。プロレスラー就職に役立つ。
- 実験生物全滅イベント

大学期(理科)のイベント。(事前に高校期にて理系を専攻しておく必要がある)医者就職に役立つ。
- 教育実習イベント

大学期のイベント。教師就職に役立つ。

※他にも多くの伏線やフラグが存在する。

### 保険
- 火災保険

加入の際50万円支払う事になるが、火災に遭遇した時に500万円が貰える。何度でも有効
保険の有無に関わらず、このゲームでは火災に遭遇して住居を失う事は無い。
- 養老保険

加入の際給料日の数ヶ月間にローンを支払う事になるが、定年退職時に満期を迎え600万円が貰える。
退職金の有無に関わらず、後の年金イベントで年金が貰える。

### 証券取引所
社会人老年期に数多く存在し、赤株青株2種類の銘柄を1株のみ20万円で選択購入可、所持金不足の時は購入不可で退店する。

### 株式ニュース
赤株と青株を保有しているプレイヤー全員対象で、ここでランダムに表示される株価の上下によって所持金が増減する。所持枚数に応じて増減が倍になる。
表示金額は、「+200万円」「+100万円」「+50万円」「+40万円」「+30万円」「+20万円」「+10万円」「-10万円」「-20万円」「-30万円」「-40万円」「-50万円」の12パターン、全て一定の確率である。

### 財産
- 子供

子供1人につきゴール清算時に100万円増える。
プレイヤーが既婚だとデートイベント→出産イベントに差し替えとなる他、子宝寺参拝時に子供を授かる。1人産まれるか、その子供が幼稚園入学すると各プレイヤーからお祝い金が貰える。
- 株

赤株青株1枚につきゴール清算時に150万円増える。
証券取引所にて20万円で選択購入可、また刑務所で刑期延長の際に遭遇する農作業イベントでも入手可(銘柄は選択不可)
- 牛

ゴール清算時に200万円増える。
海外の特定マスにて入手可
- 中華料理屋

入手後は給料日毎に印税が入り、ゴール清算時に300万円増える。
海外事業脱落コースの特定マスにて入手可
- 民宿

入手後は給料日毎に印税が入り、ゴール清算時に300万円増える。
老年期事業コースの特定マスにて入手可
- たこ焼き屋

入手後は給料日毎に印税が入り、ゴール清算時に500万円増える。この時だけ何故か「たこやきチーン」と表記される。
海外事業コースの特定マスにて職業ギャングに就いていれば入手可
- マイホーム

ゴール清算時に700万円増える。
社会人期の特定マスにて入手可
- 無人島

ゴール清算時に1000万円増える。
海外の特定マスにて入手可
- 豪邸

ゴール清算時に1000万円増える。
老年期の特定のマスで入手可(つき20以上が条件、19以下だと住居立ち退きに遭う)

### 印税
- 扶養手当

給料日毎に、配偶者が居れば15万円増え、子供が居れば1人につき10万円増える。教師・サラリーマン（OL）・プログラマーの人が対象。退職しない限り年金イベントまで続く。
- 原稿料

給料日毎に50万円増える。漫画家の人が仕事カードでの連載イベントによって貰えるようになる。遭遇した数だけ印税が増えるうえ、年金イベントまで続く。
- レコード印税

給料日毎に50万円増える。プロレスラー・演歌歌手の人が仕事カードでのレコード発売イベントによって貰えるようになる。遭遇した数だけ印税が増えるうえ、年金イベントまで続く。
- 出演料

給料日毎に50万円増える。演歌歌手の人が仕事カードでのテレビレギュラー出演イベントによって貰えるようになる。3ヶ月間限定。
- たこ焼き屋

給料日毎に50万円増える。年金イベントまで続く。
- コミック印税

給料日毎に100万円増える。漫画家の人が仕事カードでの単行本出版イベントによって貰えるようになる。遭遇した数だけ印税が増えるうえ、年金イベントまで続く。
- 映画印税

給料日毎に100万円増える。映画監督の人が仕事カードでの映画公開イベントによって貰えるようになる。遭遇した数だけ印税が増えるうえ、年金イベントまで続く。
- 中華料理屋

給料日毎に100万円増える。年金イベントまで続く。
- 民宿

給料日毎に100万円増える。年金イベントまで続く。

### ローン
- マイホーム

数ヶ月間の給料日毎に30万円減る。
- 養老保険

数ヶ月間の給料日毎に50万円減る。
- 悪魔によるローン

悪魔に取り憑かれた状態で、老年事業コースの特定のマスに止まると発生。事業失敗による負債で以降の給料日毎に50万円減る。年金イベントまで続く

### マルチエンディングエピローグ
- ①破産

破産してしまう。家にある全ての物が赤い札で差し押さえられ家を失い、夜の外で寒い思いをする。（所持金総額1000万円未満のプレイヤーが確実に該当）
- ②不倫が配偶者に発覚

不倫相手とデートしている所を配偶者に見つかり半殺しに遭い、夜に家の外へ放り出されてしまう。（1.アイテムに愛人を所持、2.配偶者有り、3.上記①の条件対象外、この3つの条件が揃ったプレイヤーが確実に該当）
- ③国会議員に立候補

街頭演説など営業周りをし、選挙に向けて意気揚々に立ち向かう。（1.祭りを企画し町の発展に貢献→退職後のイベントで市長に就任、2.上記①②の条件対象外、この2つの条件が揃ったプレイヤーが確実に該当）
- ④豪邸生活

豪邸でゴルフをするなど裕福な生活を満喫する。（1.財産に豪邸を所持or所持金総額6000万円以上、2.体力9以下、3.上記①②③の条件対象外、この3つの条件が揃ったプレイヤーが該当する場合がある）
- ⑤入院生活

病状が酷く診察時に医師から驚かれショックを受ける。その後入院しベッドでの生活となる。（1.体力4以下、2.上記①②③④の条件対象外、この2つの条件が揃ったプレイヤーが確実に該当）
- ⑥石油発見

持ち前の体力を活かし一攫千金目指し海外へと出かけ、砂漠で石油を掘り当て大富豪になる。（1.体力10以上、2.上記①②③の条件対象外、この2つの条件が揃ったプレイヤーが該当する場合がある）
- ⑦マイホーム生活

仕事帰りで都会から田舎のマイホームに帰宅、遠いながらも裕福な生活を満喫する。なお子供が居る場合は最寄り駅で子供が出迎えてくれる。（1.財産にマイホームを所持、2.上記①②③④⑤⑥の条件対象外、この2つの条件が揃ったプレイヤーが確実に該当）
- ⑧フルムーン旅行

夫婦でフルムーン旅行に出かけ、スキー場や温泉など色んな場所を巡る。（1.配偶者有り、2.上記①②③④⑤⑥⑦の条件対象外、この2つの条件が揃ったプレイヤーが確実に該当）
- ⑨独身無人島生活

無人島生活を独りで始めようとするも地震が起きて島が沈んでしまい落胆する。（1.財産に無人島所持、2.配偶者無し、3.上記①③④⑤⑥⑦の条件対象外、この3つの条件が揃ったプレイヤーが該当する場合がある）
- ⑩独身宇宙生活

スペースシャトル旅行の経験からロマンが膨らみ、残りの独身人生を宇宙に捧ぐ。未知の惑星に到着し猿の顔をした宇宙人に遭遇し感激する。（1.配偶者無し、2.上記①③④⑤⑥⑦の条件対象外、この2つの条件が揃ったプレイヤーがで該当する場合がある）
- ⑪独身自宅生活

配偶者が居なく愛に飢え、独り寂しい生活を送る。（1.配偶者無し、2.上記①③④⑤⑥⑦⑨⑩の条件対象外、この2つの条件が揃ったプレイヤーが高確率で該当）
- ⑫自身の銅像が建つ

町の英雄としてプレイヤーの銅像が建つ。（1.演歌歌手で国民栄誉賞を受賞or映画監督でオスカーを受賞、2.上記①②③⑥の条件対象外、この2つの条件が揃ったプレイヤーが該当する場合がある）

## 登場人物

### 恋人
- みさと(女性)、しんじ(男性)

入院激励イベント(小学期)、夜祭イベント(田舎中学コース)、UFOキャッチャーイベント(都会中学コース)、成人式(就活期)にて遭遇する。
- みどり(女性)、だいち(男性)

中学校卒業式強制参加イベント(中学期)、誕生日プレゼントイベント(高校文系コース)、バイク入手イベント(上京移動(電車))、スキーイベント(社会人デートコース)にて遭遇する。
- あや(女性)、まさる(男性)

ディスコ入店イベント(大学サークルコース、就活内定コース)、大学ゼミイベント(大学勉学コース)、車同乗イベント(社会人デートコース車乗車時)、花束イベント(プロレスラー仕事カード)にて遭遇する。
- まみ(女性)、きよし(男性)

高卒前寄せ書きイベント(高校期)にて遭遇する。
- しょうこ(女性)、あつし(男性)

高校転入生イベント(高校期)、下駄箱ラブレターイベント(高校期)、大学バイト先イベント(大学勉学コース、大学サークルコース)にて遭遇する。
- ゆうこ(女性)、まさひろ(男性)

林間学校肝試しイベント(都会中学コース)、お見合いイベント(社会人仕事コース、社会人期)、入院看病イベント(医者仕事カード)にて遭遇する。
- りりい(女性)、せいこ(男性)

林間学校肝試しイベント(都会中学コース)、ゲイバーイベント(就活内定コース、社会人デートコース、社会人期)にて遭遇する。
- えりりん(女性)、えいさく(男性)

大学内のアイドルイベント(大学期)、ライブイベント(社会人デートコース)、デュエットイベント(演歌歌手仕事カード)、映画出演イベント(映画監督仕事カード)にて遭遇する。

※好感度が10に到達するとプロポーズ出来る。0になってしまうとお別れになる。なお、プロポーズを断ってしまうと好感度が5まで下がってしまう。(普段は選択肢をランダムチョイスするコンピュータも、この場面に限ってはプロポーズを断れない仕様になっている)また「みどり」「だいち」は中学卒業時に必ず告白され恋人になる。特定の恋人と交際に至るマスは上記の通りだが、もしその恋人が既婚している時は「えりりん」「えいさく」の公の場での交際イベントを除き、上記一覧の下に当たる恋人に振り替えられる。(例:「みどり」「だいち」が既婚なら「あや」「まさる」、「えりりん」「えいさく」が既婚なら「みさと」「しんじ」)

### 口癖
男性
ゲームスタート時（ランダムに決定）
- じゃん
- でちゅ
- だべ
- ですたい

イベントによって変わる口癖
- でござる(中学校入学直後の正しい日本語講座のマスに止まると修得。元の口癖が「だべ」、「ですたい」のプレイヤーは田舎への転校を避けるためにはこのマスに止まることが必要。)
- っスヨ(都会の中学校で運動部コースを選択した場合、特定のマスに止まると修得。)
- だベイビ(中学校で不良化し、更生せず三流高校に進学した場合、ライブ関連イベントに行くマスに止まる。もしくは上京電車コースのライブにハマるイベントに止まると修得。)
- ぞなもし(職業がサラリーマンで既婚者の場合、仕事カードイベントのマスで地方転勤のカードを引くと修得。同時に昇降ポイントも下がる。)

女性
ゲームスタート時（ランダムに決定）
- なのね
- だわさ
- だっちゃ
- じゃけん

イベントによって変わる口癖　　 
- ざーます(中学校入学直後の正しい日本語講座のマスに止まると修得。元の口癖が「だっちゃ」、「じゃけん」のプレイヤーは田舎への転校を避けるためにはこのマスに止まることが必要。)
- っスヨ(都会の中学校で運動部コースを選択した場合、特定のマスに止まると修得。)
- だベイビ(中学校で不良化し、更生せず三流高校に進学した場合、ライブ関連イベントに行くマスに止まる。もしくは上京電車コースのライブにハマるイベントに止まると修得。)
- どす(職業がOLで既婚者の場合、仕事カードイベントのマスで地方転勤のカードを引くと修得。同時に昇降ポイントも下がる。)

※「だべ」「ですたい」「だっちゃ」「じゃけん」の人は中学生期序盤に田舎中学へ転校となる。また電車での上京時に警官から職務質問をされたり、ディスコでは服装審査に引っかかり入店拒否されるなどデメリットが多い。

## スタッフ
- 企画：なかたしんじ、くろさわきょうこ
- プログラム：みずのまさる
- プログラムおてつだい：たじませいいち、さとうともかず
- グラフィック：なりたたけし!
- タイトルもじ：たじませいいち、タイガーかとう（かとうもとはる）
- 作曲：神尾憲一
- 効果音：草津きよし
- おてつだい：ぎょっぴー かんの（かんのゆういち）、ぞんびざる くろき（黒木尚也）、マミー おおはら、スーダラ いとー、スレイト きよし、シスター たかはし、えんにゅう こうじ、おがた かんせ（緒方正樹）、なりた かんぢ、からさわ♥きょうだい、みずの えいいち♥けんじ、グリップさん

## 評価
ゲーム誌『ファミコン通信』の「クロスレビュー」では、5・5・6・6の合計22点（満40点）、『ファミリーコンピュータMagazine』の読者投票による「ゲーム通信簿」での評価は以下の通りとなっており、22.8点（満30点）となっている。
| 項目 | キャラクタ | 音楽 | お買得度 | 操作性 | 熱中度 | オリジナリティ | 総合 |
| 得点 | 3.9        | 3.5  | 3.7      | 3.9    | 4.0    | 3.8            | 22.8 |